# Eannatum

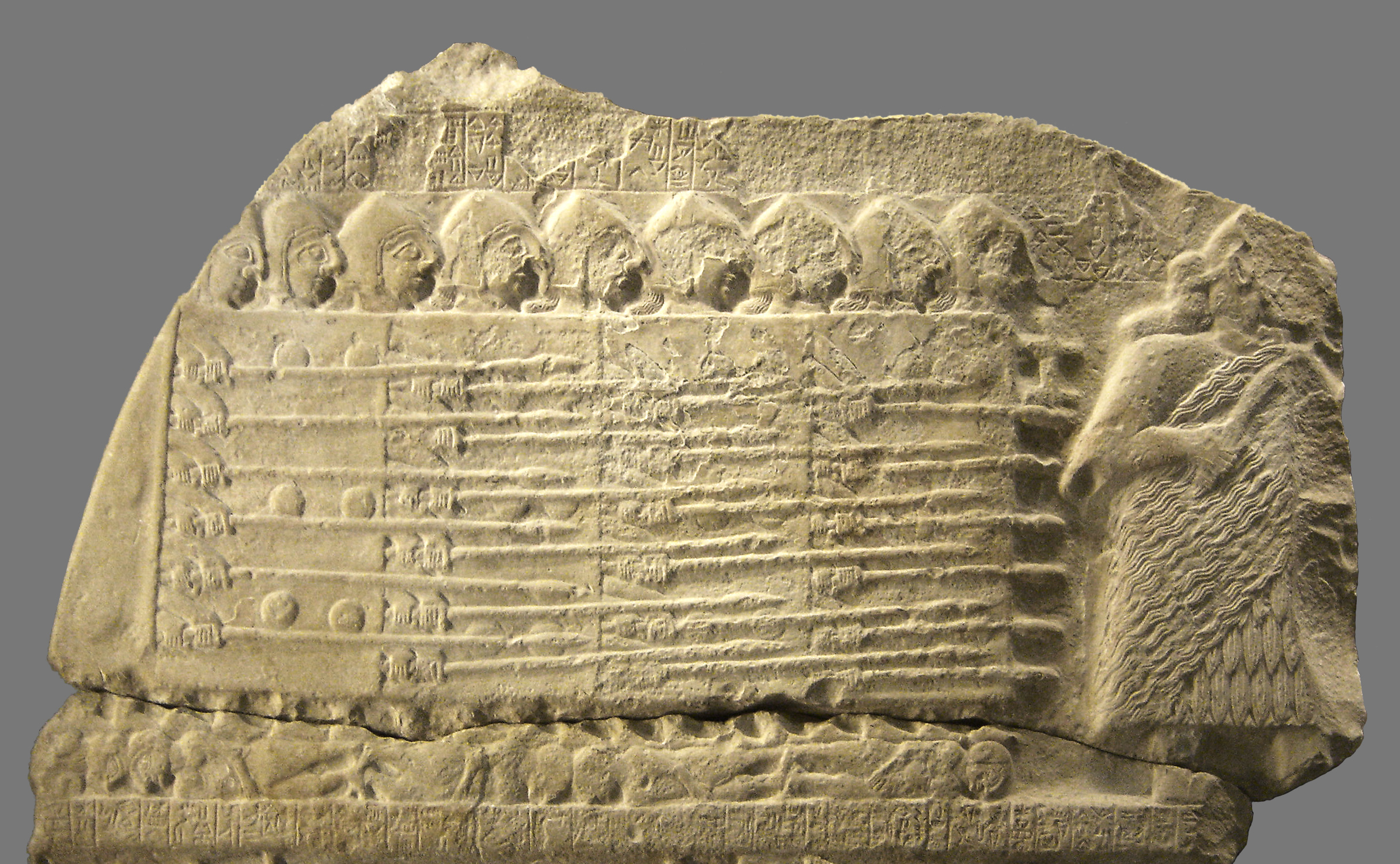
La Estela de los Buitres, que relata la victoria de Eannatum de Lagash sobre Umma. Hacia 2450 a. C.

Eannatum fue un rey de la ciudad sumeria de Lagash que vivió hacia el siglo XXV a. C. (período Dinástico Arcaico). Fue sucesor de Akurgal y sucedido por su hermano, Enannatum I. Estableció uno de los primeros imperios de la historia de la humanidad. 

## Conquistas en Sumer
Eannatum era nieto de Ur-Nanshe, rey de Lagash. Conquistó Sumer completamente, incluyendo las grandes ciudades de Ur, Nippur, Akshak, Larsa y Uruk, que era gobernada por Enshakushanna, que es mencionado en la Lista Real Sumeria. Además, anexionó el reino de Kish, que se rebeló y recuperó su independencia después de su muerte. Convirtió a Umma en tributaria de Lagash, haciéndole pagar a cada persona una cierta cantidad de grano que era depositada en los tesoros de la diosa Nina y el dios Ingurisa. Esta victoria está recogida en la Estela de los Buitres.

## Conquistas fuera de Sumer
Eannatum amplió su influencia más allá de los límites de Sumer. Conquistó parte de Elam, incluyendo la ciudad de Az en el Golfo Pérsico y exigió tributo a la ciudad de Mari. No obstante, a menudo ciertas partes de su Imperio solían rebelarse. Durante su reinado, construyó muchos templos y palacios, sobre todo en Lagash. Reconstruyó la ciudad de Nina (probablemente un precursor de Nínive), excavando numerosos canales y embalses.

## La Estela de los Buitres
Hoy en día, la Estela de los Buitres se halla en el Louvre. Es una piedra caliza fragmentada hallada en Ngirsu (la actual Telloh), en Irak. Mide aproximadamente 5 pies, 11 pulgadas de alto y se ha construido en torno al 2600-2500 a. C. Fue erigida como un monumento de la victoria de Eannatum sobre el rey Ush de Umma. Representa varios incidentes de la guerra, como por ejemplo: en una escena, el rey está en su carro con un arma curvada en su mano derecha, formada por 3 barras de metal unidas entre sí por anillos, mientras que sus soldados van con cascos en la cabeza y lanzas en las manos, marchando detrás de él. En otro registro una figura, que se presume que es la del rey, pasea en su carro en el fragor de la batalla. 
El otro lado de la estela es una imagen de Ninurta, un dios de la guerra, celebrando la captura de unos habitantes de Umma en una gran red. Esto implica que Eannatum atribuye su victoria a Ninurta, y por lo tanto que estaba protegido por éste (aunque algunas fuentes dicen que él atribuye su victoria a Enlil, el dios patrón de Lagash).